# Real Humans : 100 % humain
Real Humans : 100 % humain (Äkta människor, littéralement « Vrais gens »), ou 100 % humain au Canada francophone, est une série télévisée dramatique de science-fiction suédoise créée par Lars Lundström, réalisée par Harald Hamrell (en) et Levan Akin et diffusée depuis le 22 janvier 2012 sur la chaîne suédoise SVT1. Une deuxième saison, tournée entre janvier et août 2013, a été diffusée du 1er décembre 2013 au 2 février 2014 sur SVT1.
En France, la première saison est d’abord diffusée par Arte, du 4 avril 2013 au 2 mai 2013, puis rediffusée, d’abord, un an plus tard, juste avant la saison 2 diffusée du 15 mai 2014 au 12 juin 2014 puis, de nouveau, à partir du 21 juillet 2022. La première saison est diffusée sur Série Club à partir du 11 mai, et au Québec depuis le 28 août 2013 sur AddikTV.

## Synopsis
La série se déroule dans une Suède contemporaine alternative, où l'usage des humanoïdes devient de plus en plus prépondérant. Ces androïdes — appelés « hubots » dans la série — ont investi les maisons et les entreprises pour aider dans les tâches domestiques et industrielles. Les hubots, mot-valise formé de humain et robot, ont : un port USB au niveau de leur nuque, de sorte qu'ils puissent être programmés, une prise électrique escamotable sous l'aisselle gauche, et une fente port micro SD à sa proximité. Ils sont utilisés comme domestiques, ouvriers, compagnons et même comme partenaires sexuels (mais la législation du pays l'interdit). Tandis que certaines personnes adoptent cette nouvelle technologie, d'autres ont peur et redoutent ce qui pourrait advenir si les humains étaient peu à peu remplacés comme travailleurs, comme compagnons, parents et même amants.
Un programme inoculé à une poignée de hubots leur a permis d'avoir des sentiments et des pensées. Certains hubots sont en réalité des clones robotisés d'humains auxquels on a ajouté des données livrées par l'humain original avant son décès. Cette pratique ne permet donc pas à ces humains de survivre dans un corps de hubot, seul un ersatz de leur esprit subsiste. Toutefois, un des personnages pense que cela est possible et poursuit des recherches dans le but de transvaser sa conscience dans un corps robotisé. Les hubots doués de conscience agissent en toute indépendance, traçant leur propre chemin dans la vie, et pour certains, cherchant le moyen de dominer les humains.

### Première saison
Leo Eischer (Andreas Wilson) a grandi en tant que fils du scientifique David Eischer (Thomas W. Gabrielsson) avec les hubots. Il a une relation amoureuse avec la hubot Mimi (Lisette Pagler). Il dirige un groupe de hubots sauvages avec Niska (Eva Röse), et il est à l'avant-garde de la lutte pour leur liberté. Mimi, qui a été blessée, est enlevée par des vendeurs au noir. Réparée et reprogrammée, elle est revendue à un magasin de hubots. Leo, accompagné du hubot Max, part à sa recherche, tandis que les autres rebelles cherchent refuge dans une église. Un double homicide a été découvert dans la maison même où ils avaient auparavant rechargé leurs batteries. Les policiers Beatrice Novak (Marie Robertson) et Ove Holm (Wahlström Ola) de l'EHURB (traduit en français par BSH pour Brigade Spéciale des Hubots), unité spécialisée du crime commis par des hubots, commencent la traque des hubots, suspects du double meurtre…

### Deuxième saison
La famille Engman, qui a recueilli Mimi (Lisette Pagler), se retrouve au cœur des événements qui se précipitent. Les enfants de David se retrouvent séparés, et seule Beatrice Eischer (Marie Robertson), le clone de la femme de David, continue de rechercher le précieux code permettant de libérer les hubots. Malheureusement, elle n'est pas la seule à le convoiter, et personne ne sait encore ce qui pourrait se passer s'il se répandait, car, parallèlement, un virus très dangereux se répand chez les hubots. Malgré tout cela, certains des enfants de David trouvent leur voie auprès des humains : Flash (Josephine Alhanko) devient Florentine Jarmeus, et fonde une famille, tandis que Mimi devient juriste en travaillant auprès d’Inger (Pia Halvorsen), changeant les mentalités en nous questionnant tous sur la définition de l'humain et sur son avenir.

## Fiche technique
- Titre original : Äkta människor
- Titre français : Real Humans : 100 % humain
- Autres titres : Real Humans
- Création : Lars Lundström
- Réalisation : Levan Akin et Harald Hamrell
- Scénario : Lars Lundström
- Décors : John Virke
- Costumes : Ingrid Sjögren
- Photographie : Trolle Davidson
- Montage : Björn Kessler et Kicki Niemi
- Musique : Rikard Borggård
- Casting : Ann-Christine Rolén
- Production : Lars Lundström ; Stefan Baron et Henrik Widman (exécutive)
- Société de production : Matador Film[réf. souhaitée]
- Société de distribution : SVT1 (Suède)
- Pays d'origine :  Suède
- Langue originale : suédois
- Format : couleur - 16/9 HD
- Genre : série feuilletonnante dramatique[2] suédoise créée par Lars Lundström[2]
- Durée : 52 minutes
- Budget : 600 000-700 000 de dollars par épisode[9]

Source : IMDb

## Distribution

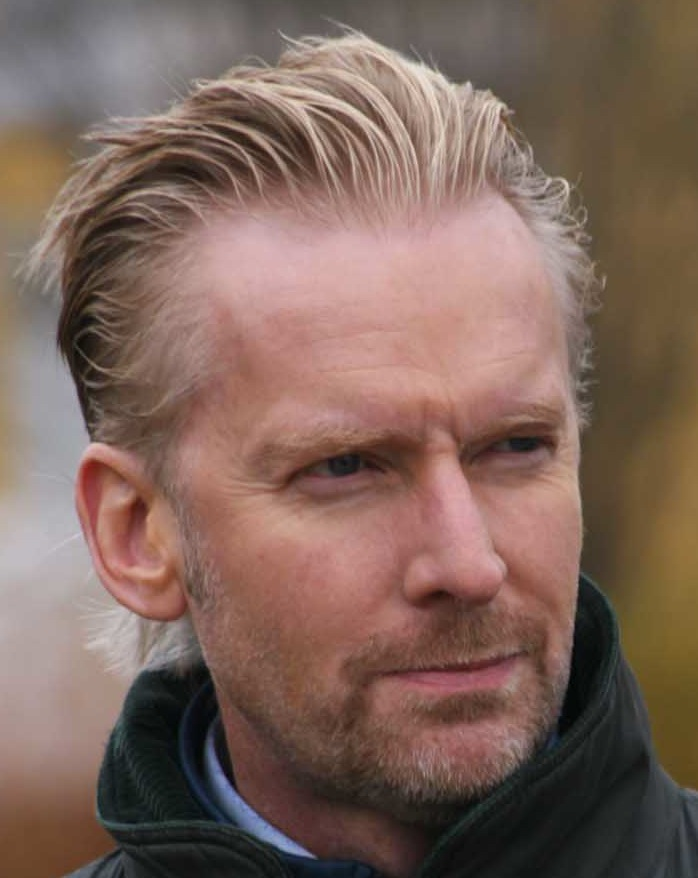
; il joue le rôle de Hans Engman.

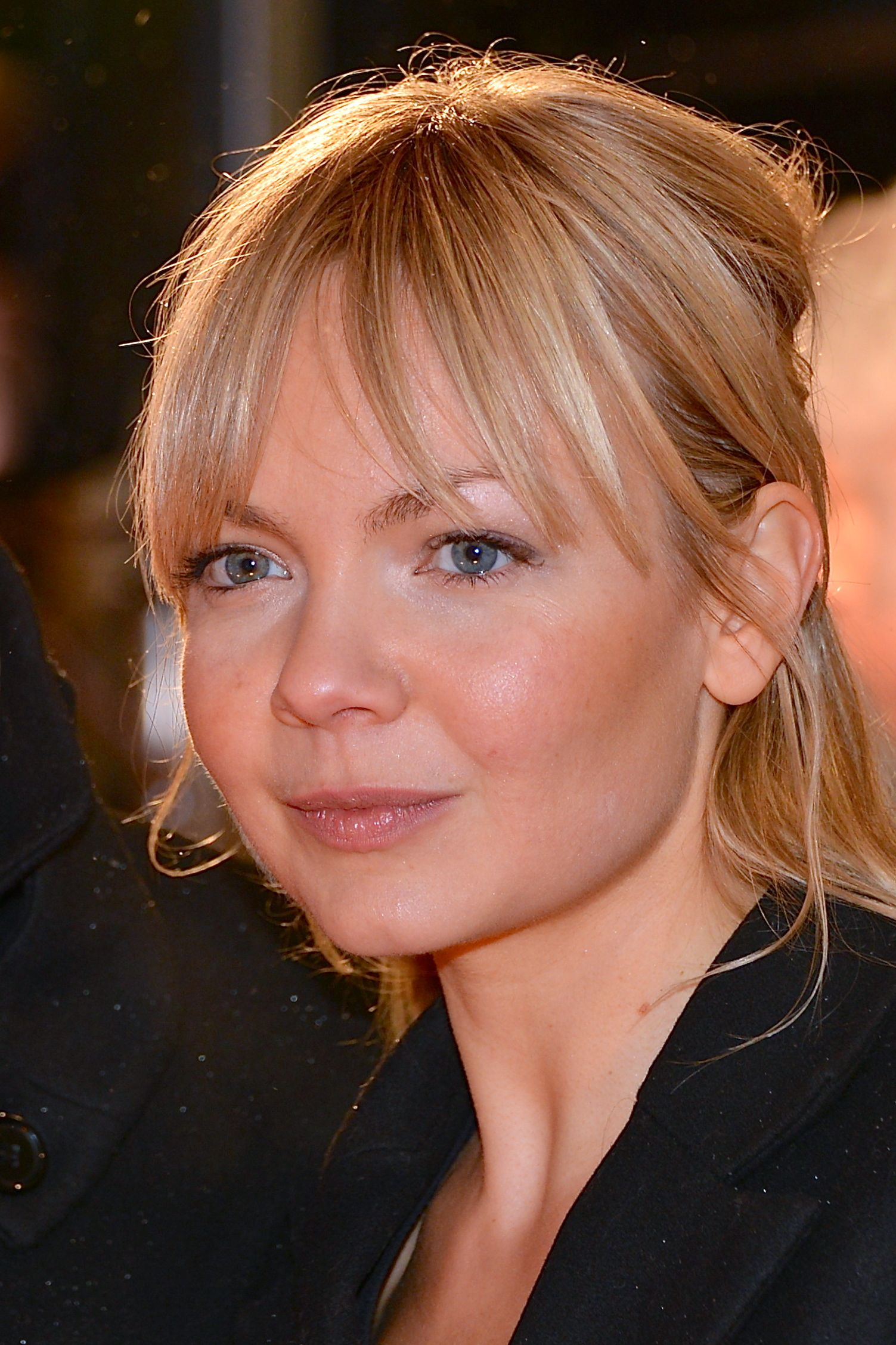
Marie Robertson ; elle joue le rôle de Bea.

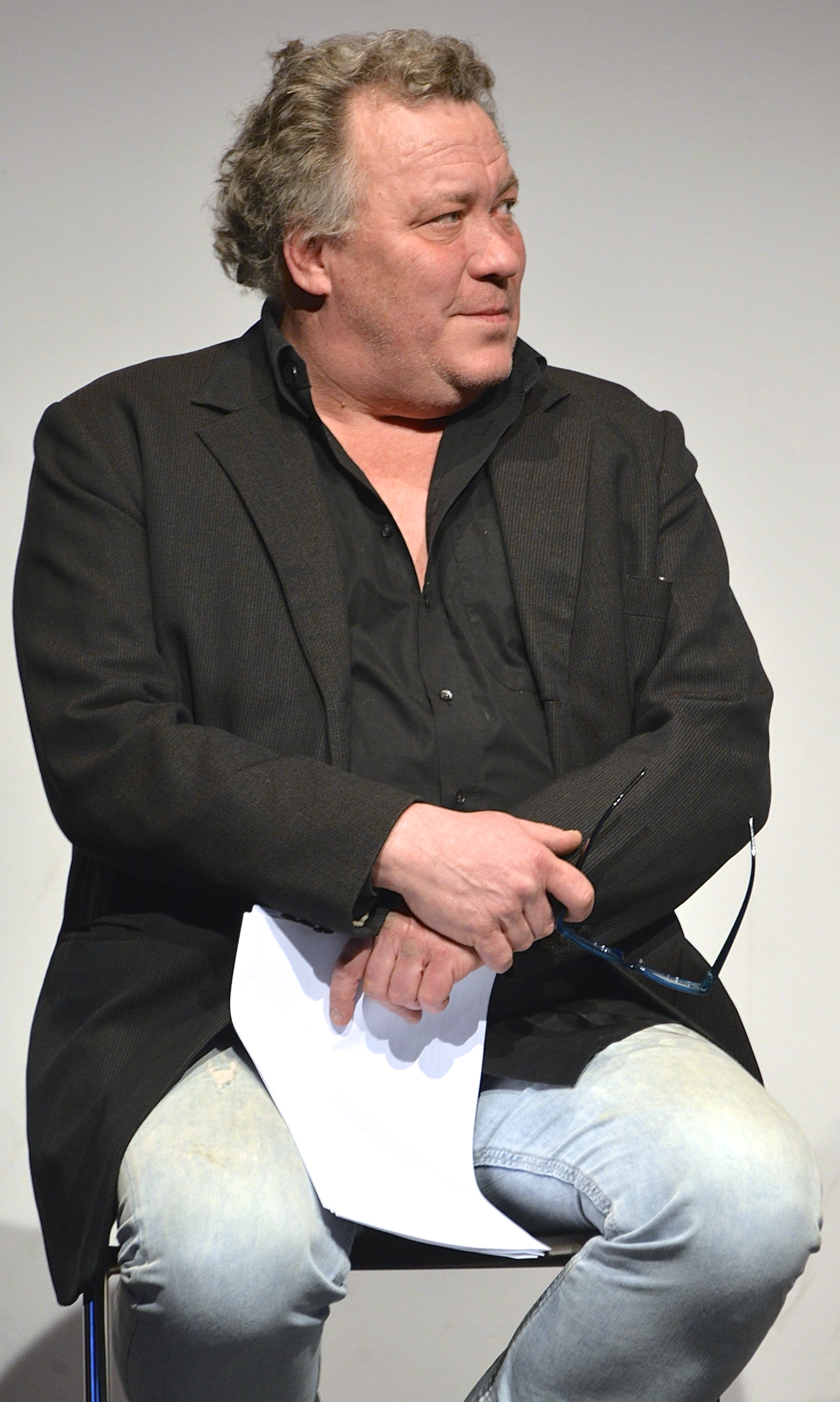
Leif Andrée ; il joue le rôle de Roger.

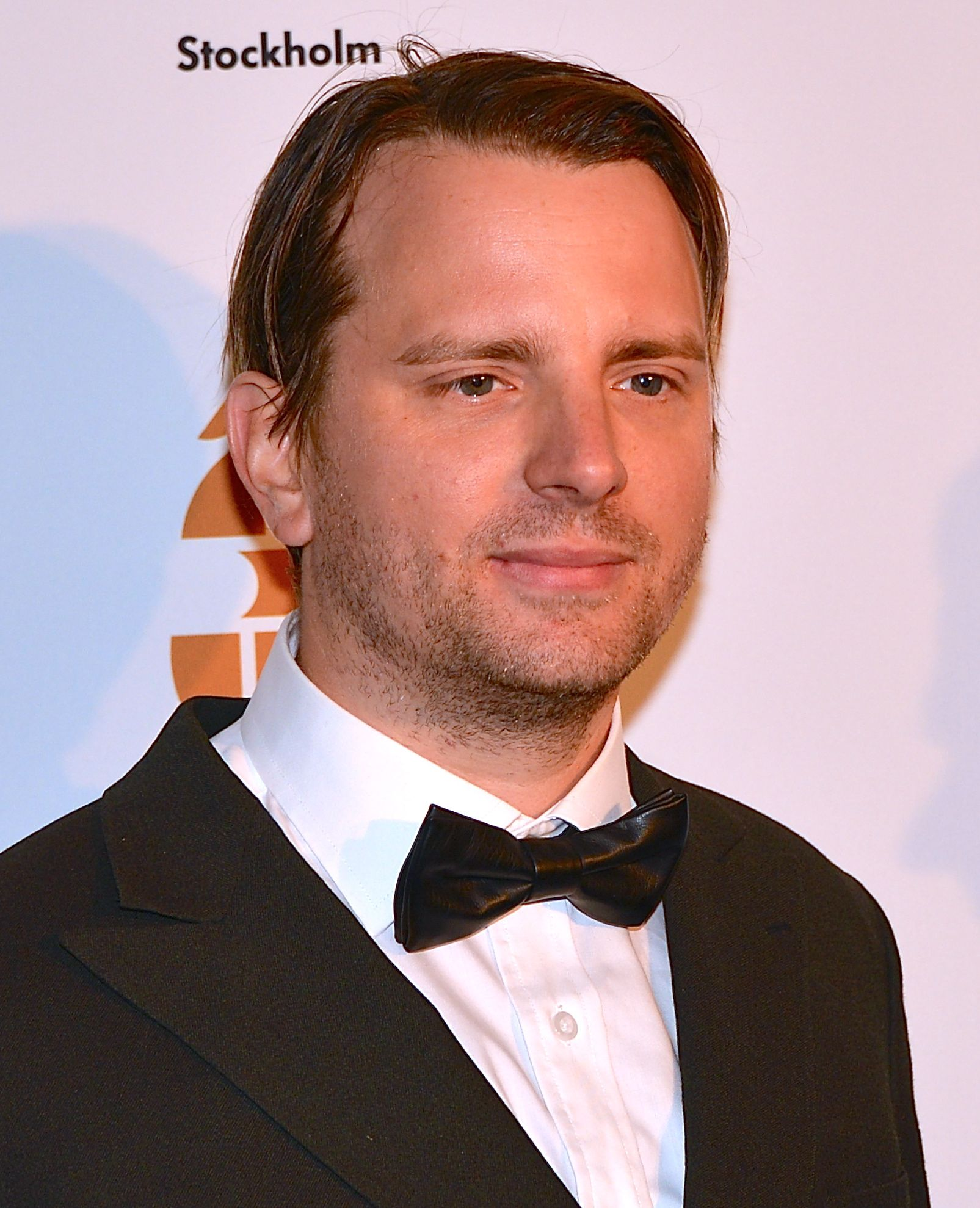
Måns Nathanaelson ; il joue le rôle de Jonas.

### Première saison
Ces personnages sont introduits dans la première saison. Plusieurs reprennent leur rôle dans la deuxième saison.

#### Famille Engman
- Pia Halvorsen (VF : Rafaèle Moutier) : Inger Engman, avocate du cabinet Jarméus & Schildt
- Johan Paulsen (sv) (VF : Pierre Tessier) : Hans Engman
- Kåre Hedebrant (en) (VF : Yoann Sover) : Tobias Engman (surnommé « Tobbe »), le fils cadet
- Natalie Minnevik (sv) (VF : Karine Foviau) : Matilda Engman, la fille aînée
- Aline Palmstierna (VF : Isabelle Volpe) : Sofia Engman, la benjamine
- Sten Elfström (en) (VF : Vincent Violette) : Lennart Sollberg, le père d'Inger
- Alexander Stocks (sv) (VF : Paolo Domingo) : Odi, hubot défectueux de Lennart
- Anki Larsson (sv) (VF : Florence Huige) : Vera, hubot gériatrique de Lennart

#### Enfants de David
- Andreas Wilson (VF : Thomas Roditi) : Leo Eischer
- Lisette Pagler (VF : Cécile Marmorat) : Mimi, également appelée Anita à son arrivée dans la famille Engman, clone de Jun Moon
- Marie Robertson (VF : Laurence Sacquet) : Beatrice (appelée familièrement « Bea ») Novak, policière. Clone de Beatrice Eischer, l'épouse de David et la mère de Leo
- Eva Röse (VF : Gaëlle Savary) : Niska
- David Lenneman (VF : Raphaël Cohen) : Fred
- André Sjöberg (en) (VF : Jérôme Berthoud)  : Gordon, modèle masculin d'Hubotron 400 twinX de la marque Miyakki (gamme "nanny-technologie")
- Josephine Alhanko (VF : Fily Keita) : Flash / Florentine Adam, modèle féminin d'Hubotron 400 twinX de la marque Miyakki (gamme "nanny-technologie")
- Christopher Wagelin (VF : Adrien Solis) : Max
- Saunet Sparell (sv) (VF : Alice Taurand) : Marylyn
- Romeo Altera : Leo à 10 ans

#### 100% Humains
- Leif Andrée (VF : Paul Borne) : Roger Larsson, voisin des Engman
- Jimmy Lindström (sv) (VF : Guillaume Lebon) : Malte Koljonen, le postier ami de Roger
- Fredrik Silbersky (VF : Gabriel Bismuth-Bienaimé) : Kevin, fils adoptif de Roger

#### Personnages récurrents
- Camilla Larsson (sv) (VF : Marie-Laure Dougnac) : Therese, mère de Kevin
- Johannes Bah Kuhnke (VF : Jonathan Amram) : Rick, hubot de Therese
- Peter Carlberg (en) : Carl Liljesten, membre de l'agence de renseignements
- Thomas W. Gabrielsson (en) (VF : Bernard Bollet) : David Eischer, père de Leo
- Ola Wahlström (VF : Philippe Catoire) : Ove Holm, le policier coéquipier de Bea
- Anna Sise (sv) (VF : Laurence Dourlens) : Pilar, amie de Therese
- Shebly Niavarani (en) (VF : Éric Legrand) : Henning Schildt, supérieur hiérarchique d’Inger
- Måns Nathanaelson (en) (VF : Jérôme Rebbot) : Jonas Boberg, directeur du Hubot Market. Puis dans la 2e saison, propriétaire d'Hub Battle Land
- Peter Viitanen (sv) (VF : Sébastien Desjours) : Silas, trafiquant de hubots et souteneur
- Jonas Malmsjö (en) (VF : Jérôme Rebbot) : Luther, hubot et bras droit de Silas

#### Personnages secondaires
- Sofia Bach (sv) (VF : Arianne Deviègue) : Åsa, la femme pasteur
- Ellen Jelinek (en) (VF : Sylvie Jacob) : Eva Myrmark, épouse d'Åsa. Puis dans la 2e saison, porte-parole du parti politique anti-hubots, pour les questions de formation.
- Sara Huss : Oldoz, docteur
- Rennie Mirro (sv) (VF : Sébastien Finck) : Bo, hubot de Pilar
- Özz Nûjen (en) (VF : Guillaume Bourboulon) : Jorge, collègue de Roger
- Daniel Abreu : Dick
- Agneta Ahlin (sv) (VF : Denise Metmer) : Solveig, amie de Lennart
- Mikael Almqvist : homme dans la rue
- Mats Andersson (sv) : Göran
- Anna Åström : Kyra, hubot de Silas
- Anders Beckman (sv) : Ivars
- Sofia Berg-Böhm (sv) : Karin
- Jörgen Bergström (sv) : garde
- Lasse Carlsson : travailleur dans la rue
- Bodil Carr Granlid : réceptionniste
- Dan Ekdahl : Arnold, hubot de Jonas
- Hanna Elffors Elfström : Emma
- Roland Eriksson : second homme
- Jesper Feldt (sv) : membre du mouvement anti-hubots
- Göran Gillinger (en) (VF : Jérôme Frossard) : Karla
- Jannike Grut (sv) : femme dans l'église
- Hedda Gullander : Pamela
- Maia Hansson Bergqvist : Samantha
- Claes Hartelius (sv) : Gösta, homme du couple assassiné au début de la série
- Björn Ingi Hilmarsson : Peter
- Jakob Hultcrantz Hansson : professeur d'art
- Yohanna Idha (sv) : journaliste
- Niklas Jarneheim (VF : Didier Cherbuy) : Magnus, avocat du cabinet Jarméus & Schildt. Puis dans la 2e saison, avocat du cabinet DBA où il défend les intérêts de Petra dans l'affaire NR 119 (ou numéro 119)
- Carina Jingrot (sv) : Elvis
- Dan Johansson (sv) : homme dans l'église
- Amanda Kessler : Nilifer
- Tomas Köhler (sv) : loueur
- Sara Linderholm : Apollonia « Apan »
- Ylva Lööf (sv) : Anna
- Simon Miiro : Lucas
- Nicholas Olsson : Björn
- Peter Parkrud (sv) : commerçant
- David Rangborg (sv) : policier
- Reuben Sallmander (en) : Gustav
- Jennie Silfverhjelm (VF : Laëtitia Lefebvre) : Maria, supérieure hiérarchique de Roger
- Mattias Silvell (sv) : Jim, complice humain de Silas
- Oscar Skagerberg : Jago
- Richard Sseruwagi (sv) : médecin
- Birgitta Sundberg : Brita Koljonen, mère de Malte
- Mårten Svedberg : Jan
- Lisbeht Tammeleht (sv) : Siri, femme du couple assassiné au début de la série
- Oskar Thunberg : président du mouvement anti-hubots (3e épisode)
- Jane Timglas : hubot sexuel
- Jan Tiselius (sv) : réceptionniste
- Richard Turpin (sv) : Kund
- Hendrik Törling : homme au comptoir
- Johannes Wanselow (sv) : garde

### Deuxième saison
De nouveaux personnages sont introduits dans la deuxième saison.
- Inga Landgré (VF : Régine Blaess) : Greta Eischer, mère de David
- Louise Peterhoff (VF : Vanina Pradier) : Cloette, hubot de Greta Eischer
- Happy Jankell (sv) (VF : Camille Donda) : Betty, amie de Matilda Engman
- Simon Norrthon (sv) (VF : Marc Perez) : Conny Boresjö, fondateur du parti politique anti-hubots
- Molly Sehlin (VF : Kelly Marot) : Rebecca Boresjö, fille de Conny
- Casper Svensson Esteves (VF : Nolan Baugin) : Albert, fils de Douglas et de Petra
- Alexander Karim (VF : Daniel Lobé) : Douglas Jarméus, fils adoptif de Claes
- Hanna Alström (VF : Marie Giraudon) : Petra Wadenstrom, ex-femme de Douglas et mère d'Albert
- Lars-Erik Berenett (sv) (VF : Jean-Louis Faure) : Claes Jarméus, directeur du cabinet d'avocats Jarméus & Schildt
- Emil Almén (sv) (VF : Frédéric Popovic) : Einar Hultgren, président du mouvement des Jeunes Trans-humains
- Sami Al Fakir : Liam, nouveau hubot de Thérèse
- Max Vobora (VF : Hervé Rey) : Oskar, jeune membre du mouvement anti-hubots
- Nanna Blondell (sv) (VF : Maureen Diot) : Yuma, chef des hubots d'Hub Battle Land
- Karin Bertling (sv) : Niska, mère de Jonas Boberg
- Marianne Sand Näslund (sv) : Yulanda, employée d'Atsugi Robotics débattant contre Conny à la télévision
- Josefine Olsson : fille du métro utilisée comme bouclier humain par le hubot endommagé
- Eva Melander : mère de la fille du métro
- Gustav Deinoff (sv) : contrôleur dans le métro
- Albin Grenholm : Micke
- Henrik Knutsson : Petta
- Philip Olsson (acteur principal d'Isdraken (film) (sv)) : Erik Holm, fils d'Ove et de Lena
- Maria Heiskanen : Lena, veuve d'Ove
- Albin Flinkas (sv) : Ingvar, conseiller hubot de l'organisme de recherche d'emploi de Roger
- Kjell Wilhelmsen (sv) : Directeur du Paradise Motel
- Mathias Lithner (sv) : vendeur d'Atsugi Robotics
- Isa Aouifia (sv) : Farhad
- Omid Khansari (sv) : Hubot mécanicien d'Einar
- Jeff Ranara : Seong Moon, frère de Jun
- Lo Kauppi (sv) : Paula Olsson, droguée du Paradise Motel, mère de Marianne
- Lamine Dieng (sv) : Nuru Nyene, père biologique de Marianne
- Robert Enckell (sv) : Expert (10e épisode)

#### HubSec
- Johan Hedenberg (sv) : membre de la HubSec (police dédiée aux hubots)
- Fredrik Lundqvist : membre de la HubSec s'entretenant avec Inger à propos du clone de Lennart (7e épisode)
- Rolf Lydahl (sv) : membre de la HubSec (8e épisode)
- Ivan Nikcevic (un des acteurs principaux du film Hundtricket (sv)) : collègue HubSec (8e épisode)

### Version française
- Société de doublage : Imagine[11]
- Direction artistique : Catherine Brot[11]
- Adaptation des dialogues : Valérie Denis et Jonathan Amram[11]

## Épisodes
Une première saison est diffusée en 2012–2013, une deuxième en 2013–2014. Chaque saison comporte dix épisodes de 58 minutes. La chaîne SVT1 avait annoncé fin 2013 qu'elle avait déjà commandé une saison 3 composée de 10 épisodes. Cependant, une source interne à SVT1 a annoncé en été 2014 que cette saison 3 était remise en question pour cause d'audience très moyenne.

## Accueil
La série est exportée dans plus de 50 pays,.

### Audiences

#### En Suède
Les deux premiers épisodes de la série sont diffusés pour la première fois le 22 janvier 2012 sur SVT1, première chaîne du groupe SVT. Dans une case horaire difficile, le lancement se révèle correct mais pas exceptionnel. À 21 h, l'épisode pilote parvient à rassembler 828 000 téléspectateurs pour 20,9 % de part d'audience, alors qu'à 22 h ils sont 650 000, soit 21,5 % de part d'audience cette fois. Les deux semaines suivantes, la série est stable en rassemblant plus de 800 000 téléspectateurs, mais, le 12 février, le cinquième épisode ne retient l’attention que de 696 000 téléspectateurs pour 17,3 % de part d'audience, une baisse conséquente sur une semaine. La série est en hausse durant deux semaines, mais rechute le 4 mars à ce qui restera sa plus basse audience de la saison, 617 000 téléspectateurs. Sept jours plus tard, ils sont 28 000 de plus à découvrir l'avant-dernier épisode. Enfin, SVT1 diffuse l'épisode final le 18 mars. Sans concurrence, le public répond présent en étant 789 000 à assister à ce final. Finalement, la saison rassemble une moyenne correcte de 732 000 téléspectateurs, et la série est par la suite renouvelée pour une deuxième saison grâce à de bonnes audiences sur les jeunes téléspectateurs et un joli succès international.

#### En France
Diffusée sur la chaîne Arte du 4 avril au 2 mai 2013, la première saison est un succès pour la chaîne franco-allemande rassemblant en moyenne 1,3 million de téléspectateurs soit 5,2 % de part d'audience. On dénombre aussi près d'1,3 million de vues en streaming.
La saison 2 a été diffusée du 15 mai 2014 au 12 juin 2014 sur Arte.
La série est également vendue en DVD par Arte.

## Distinctions
- Prix Italia 65e édition : prix TV - DRAMA et prix spécial du jury d'étudiants dans la catégorie Séries et Feuilletons[18].
- Seoul International Drama Awards (en) 2013 : meilleur scénariste, Lars Lundström pour Real Humans[19].

## Remake
La série américano-britannique Humans, qui a débuté en juin 2015 sur Channel 4 et AMC est basée sur Real Humans et en reprend la trame principale. Les « hubots » sont nommés « synths » dans cette nouvelle adaptation.